# Licq
Licq ist ein in C++ geschriebener Instant Messenger für verschiedene Protokolle.
Der Licq-Client ist für das Betriebssystem GNU/Linux entwickelt und liegt zahlreichen Linux-Distributionen bei oder ist für diese verfügbar.

## Plugins
Plugins werden mit licq -p pluginname aufgerufen.
- console Plugin (/help gibt eine kleine Hilfe über die Funktionen)
- Qt GUI
- IcQnD Gtk-2 GUI[3] (seit Februar 2007 keine Änderung mehr, aber noch kompatibel mit dem neuesten Licq)
- Jons GTK+ Gui[4] (wird seit 2003 nicht mehr gepflegt)
- GTK+LICQ[5] (wird seit Ende 2001 nicht mehr gepflegt)
- Nicq
- Forwarder
- Auto-Responder
- Update Hosts
- Mailchecker
- Remote Management Service
- On Screen Display

## Protokolle
Licq unterstützt folgende Protokolle:
- OSCAR (ICQ und AIM)
- MSN
- XMPP